# Poggio-Marinaccio
Poggio-Marinaccio is een gemeente in het Franse departement Haute-Corse (regio Corsica) en telt 29* inwoners (2009). 

## Geografie
De oppervlakte bedraagt 2,83 km², de bevolkingsdichtheid is dus 10,2 inwoners per km².

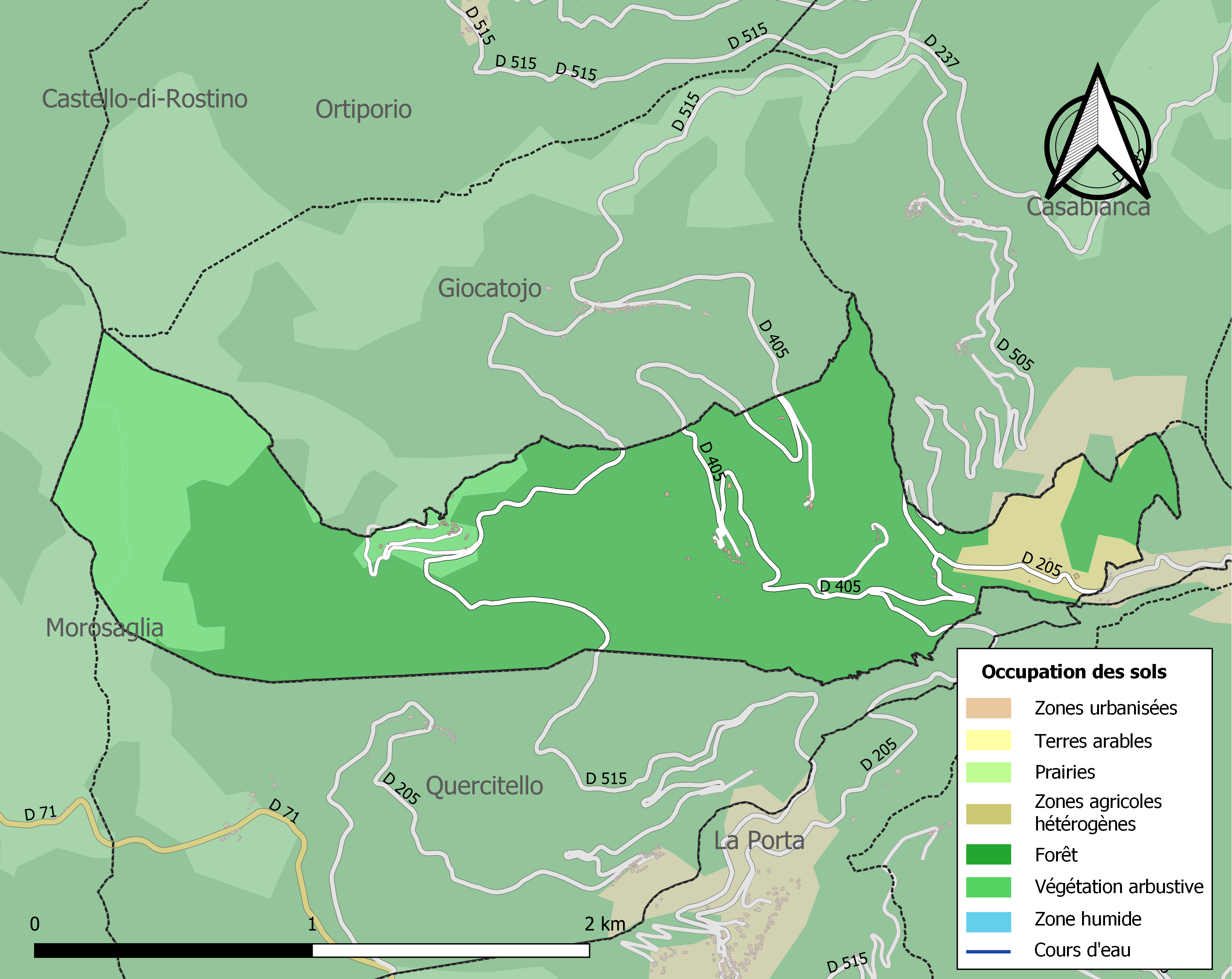
Kaart van de gemeente met de belangrijkste infrastructuur, bodemgebruik en omliggende gemeenten

## Demografie
Onderstaande figuur toont het verloop van het inwonertal.
Vanwege een beveiligingsprobleem met de MediaWiki Graph-software is het momenteel niet mogelijk deze grafiek weer te geven. Zodra de software is bijgewerkt zal de grafiek vanzelf weer zichtbaar worden.